# Межден
Межден (болг. Межден) — село в Болгарии. Находится в Силистренской области, входит в общину Дулово. Население составляет 679 человек.

## Политическая ситуация
В местном кметстве Межден, в состав которого входит Межден, должность кмета (старосты) исполняет Валентин Костадинов (Герб) по результатам выборов правления кметства.
Кмет (мэр) общины Дулово — Юксел Ахмет  по результатам выборов в правление общины.